# 地引良吉
地引 良吉（じびき りょうきち、1943年3月29日 - ）は、日本のプロゴルファー。

## 来歴
1974年の千葉県オープンで優勝。
1978年の表蔵王国際東北オープンでは初日を谷口仁也・内田袈裟彦と共に68をマークして2位タイでスタートし、2日目には松田司郎・入江勉に次ぐ3位に着け、最終日には青木基正・川田時志春と並んでの5位タイに入った。

## 主な優勝
- 1974年 - 千葉県オープン